# Stellaria divnogorskajae
Stellaria divnogorskajae är en nejlikväxtart som beskrevs av Kozh. Stellaria divnogorskajae ingår i släktet stjärnblommor, och familjen nejlikväxter. Utöver nominatformen finns också underarten S. d. pilosa.